# تپه داش گل کوچک
تپه داش گل کوچک مربوط به دوره ساسانیان است و در شهرستان زنجان، بخش مرکزی، روستای سعید کندی واقع شده و این اثر در تاریخ ۲۳ شهریور ۱۳۸۲ با شمارهٔ ثبت ۱۰۰۴۷ به‌عنوان یکی از آثار ملی ایران به ثبت رسیده است.